# ميغيل برايا
ميغيل برايا هو متسابق دراجات نارية برتغالي. نافس في سباقات بطولة العالم لفئة 250 سي سي ولفئة 50 سي سي. كما شارك في بطولة العالم للسوبربايك وبطولة العالم للسوبرسبورت.

## روابط خارجية
- ميغيل برايا على موقع WorldSBK.com (الإنجليزية)